# TJ Jiskra Bezdružice
TJ Jiskra Bezdružice (celým názvem: Tělovýchovná jednota Jiskra Bezdružice) je český klub ledního hokeje, který sídlí ve městě Bezdružice v Plzeňském kraji. Od sezóny 2015/16 působí v Plzeňské krajské soutěži – sk. C, sedmé české nejvyšší soutěži ledního hokeje. Klubové barvy jsou modrá, bílá a oranžová.
Své domácí zápasy odehrává v Plzni na zimním stadionu Košutka s kapacitou 255 diváků.

## Přehled ligové účasti
Stručný přehled
Zdroj: 
- 2010–2011: Plzeňská krajská soutěž – sk. C (7. ligová úroveň v České republice)
- 2011–2016: Plzeňská krajská soutěž – sk. D (8. ligová úroveň v České republice)
- 2016– : Plzeňská krajská soutěž – sk. C (7. ligová úroveň v České republice)

Jednotlivé ročníky
Zdroj: 
Legenda: ZČ - základní část, červené podbarvení - sestup, zelené podbarvení - postup, fialové podbarvení - reorganizace, změna skupiny či soutěže
| Česko (2010 – ) |                                 |           |          |                                       |              |
| Sezóny          | Soutěž                          | Úroveň    | ZČ       | Play-off, nadstavba, sk. o udržení... | Poznámky     |
| 2010/11         | Plzeňská krajská soutěž – sk. C | 7. úroveň | 5. místo |                                       | Sestup       |
| 2011/12         | Plzeňská krajská soutěž – sk. D | 8. úroveň | 3. místo | Čtvrtfinále                           |              |
| 2012/13         | Plzeňská krajská soutěž – sk. D | 8. úroveň | 8. místo | Čtvrtfinále                           |              |
| 2013/14         | Plzeňská krajská soutěž – sk. D | 8. úroveň | 8. místo | Čtvrtfinále                           |              |
| 2014/15         | Plzeňská krajská soutěž – sk. D | 8. úroveň | 9. místo |                                       |              |
| 2015/16         | Plzeňská krajská soutěž – sk. D | 8. úroveň | 3. místo | Finálová skupina (3. místo)           | Reorganizace |
| 2016/17         | Plzeňská krajská soutěž – sk. C | 7. úroveň | 8. místo |                                       |              |
| 2017/18         | Plzeňská krajská soutěž – sk. C | 7. úroveň | 7. místo |                                       |              |
| 2018/19         | Plzeňská krajská soutěž – sk. C | 7. úroveň | 2. místo |                                       |              |
| 2019/20         | Plzeňská krajská soutěž – sk. C | 7. úroveň | 5. místo |                                       |              |
| 2020/21         |                                 |           |          |                                       | Covid-19     |
| 2021/22         | Plzeňská krajská soutěž – sk. C | 7. úroveň | 2. místo |                                       |              |
| 2022/23         | Plzeňská krajská soutěž – sk. C | 7. úroveň | 1. místo |                                       |              |